# Доње Ратаје
Доње Ратаје је насеље у Србији у општини Александровац у Расинском округу. Према попису из 2022. има 656 становника (према попису из 2011. било је 824 становника).

## Демографија
У насељу Доње Ратаје живи 748 пунолетних становника, а просечна старост становништва износи 43,4 година (43,4 код мушкараца и 43,4 код жена). У насељу има 240 домаћинстава, а просечан број чланова по домаћинству је 3,88.
Ово насеље је скоро у потпуности насељено Србима (према попису из 2002. године). У последњих пет пописа бележи благи пад у броју становника.
|  |

| Демографија | Демографија | Демографија |
| Година      | Становника  | Становника  |
| ----------- | ----------- | ----------- |
| 1948.       | 1.146       |             |
| 1953.       | 1.203       |             |
| 1961.       | 1.158       |             |
| 1971.       | 1.098       |             |
| 1981.       | 1.045       |             |
| 1991.       | 1.010       | 979         |
| 2002.       | 930         | 960         |
| 2011.       | 824         |             |
| 2022.       | 656         |             |

| Етнички састав према попису из 2002.‍ | Етнички састав према попису из 2002.‍ | Етнички састав према попису из 2002.‍ | Етнички састав према попису из 2002.‍ | Етнички састав према попису из 2002.‍ |
| ------------------------------------ | ------------------------------------ | ------------------------------------ | ------------------------------------ | ------------------------------------ |
|                                      |                                      |                                      |                                      |                                      |
| Срби                                 | Срби                                 |                                      | 922                                  | 99,13%                               |
| Југословени                          | Југословени                          |                                      | 2                                    | 0,21%                                |
| Хрвати                               | Хрвати                               |                                      | 1                                    | 0,10%                                |
| Муслимани                            | Муслимани                            |                                      | 1                                    | 0,10%                                |
| непознато                            | непознато                            |                                      | 2                                    | 0,21%                                |

| Година пописа     | 1948. | 1953. | 1961. | 1971. | 1981. | 1991. | 2002. |
| ----------------- | ----- | ----- | ----- | ----- | ----- | ----- | ----- |
| Број домаћинстава | 190   | 206   | 231   | 242   | 245   | 245   | 240   |

| Број чланова      | 1  | 2  | 3  | 4  | 5  | 6  | 7  | 8 | 9 | 10 и више | Просек |
| ----------------- | -- | -- | -- | -- | -- | -- | -- | - | - | --------- | ------ |
| Број домаћинстава | 36 | 49 | 23 | 27 | 41 | 43 | 14 | 5 | 2 | 0         | 3,88   |

| Пол    | Укупно | Неожењен/Неудата | Ожењен/Удата | Удовац/Удовица | Разведен/Разведена | Непознато |
| ------ | ------ | ---------------- | ------------ | -------------- | ------------------ | --------- |
| Мушки  | 383    | 70               | 277          | 30             | 2                  | 4         |
| Женски | 391    | 33               | 282          | 70             | 3                  | 3         |
| УКУПНО | 774    | 103              | 559          | 100            | 5                  | 7         |

| Пол    | Укупно                    | Пољопривреда, лов и шумарство | Рибарство                            | Вађење руде и камена | Прерађивачка индустрија       |
| ------ | ------------------------- | ----------------------------- | ------------------------------------ | -------------------- | ----------------------------- |
| Мушки  | 232                       | 136                           | 0                                    | 0                    | 56                            |
| Женски | 144                       | 91                            | 0                                    | 0                    | 27                            |
| УКУПНО | 376                       | 227                           | 0                                    | 0                    | 83                            |
| Пол    | Производња и снабдевање   | Грађевинарство                | Трговина                             | Хотели и ресторани   | Саобраћај, складиштење и везе |
| Мушки  | 1                         | 7                             | 12                                   | 3                    | 3                             |
| Женски | 1                         | 3                             | 6                                    | 1                    | 0                             |
| УКУПНО | 2                         | 10                            | 18                                   | 4                    | 3                             |
| Пол    | Финансијско посредовање   | Некретнине                    | Државна управа и одбрана             | Образовање           | Здравствени и социјални рад   |
| Мушки  | 0                         | 0                             | 3                                    | 4                    | 2                             |
| Женски | 0                         | 0                             | 2                                    | 7                    | 6                             |
| УКУПНО | 0                         | 0                             | 5                                    | 11                   | 8                             |
| Пол    | Остале услужне активности | Приватна домаћинства          | Екстериторијалне организације и тела | Непознато            | Непознато                     |
| Мушки  | 4                         | 0                             | 0                                    | 1                    | 1                             |
| Женски | 0                         | 0                             | 0                                    | 0                    | 0                             |
| УКУПНО | 4                         | 0                             | 0                                    | 1                    | 1                             |